# Cadbury France
Cet article possède un paronyme, voir Cadbury (homonymie).
Cadbury France était jusqu'en 2010 le holding français de Cadbury, anciennement Cadbury Schweppes. Elle fut absorbée en 2010 par le groupe américain Mondelēz International et la société a été radiée en 2015.

## Histoire
Le groupe Cadbury Schweppes est né de la fusion en mars 1969 des sociétés Cadbury et Schweppes. Il regroupe 560 produits vendus dans 125 pays. En 1988, Cadbury Schweppes acquiert la société Poulain et en 1994, Cadbury Schweppes acquiert la chocolaterie SEAC de Villeneuve-d'Ascq qui produit la marque Bouquet d'Or (revendu en 2003 au groupe Cémoi).
En 1995 est créée Cadbury France. La nouvelle société regroupe les entités « Poulain » et « Bouquet d'Or ». En 1998 elle acquiert La Pie Qui Chante (marques Carambar, Michoko, Pimousse, etc.) auprès de Danone .
En 2000, l'acquisition du pôle bonbons et chewing-gum de Kraft Foods, contenant les marques Hollywood (chewing-gum), Malabar, Kréma, Kiss Cool, La Vosgienne et Cachou Lajaunie. En 2002, la nouvelle entité Cadbury France est créée. Elle regroupe les ex-sociétés Cadbury France, La Pie qui Chante et Hollywood. En 2003, l'usine Eurocandy de Wattignies-la-Victoire, fabricant la gamme La Pie qui chante, est fermée. Cadbury France rachète ensuite les Pastilles Vichy.
Le groupe Cadbury Schweppes, ainsi nommé jusqu'à la séparation de sa division boissons en 2006, possédait une filiale française de production de boissons séparée : Orangina Schweppes. Issue du rachat d'Orangina-Pampryl en 2000, elle appartient depuis 2009 au groupe japonais Suntory.
En 2007, Cadbury lance les pastilles Halls sur le marché français.
En 2010, le groupe Mondelēz International (s'appelant alors Kraft Foods) rachète Cadbury.
En mars 2016, certaines marques de confiserie et de chocolat (Carambar, Kréma, La Pie qui Chante, Vichy, Poulain et Suchard) et les usines qui les produisent, ainsi que la marque espagnole Dulciora, sont cédées par Mondelēz à Eurazeo pour 250 millions d'euros.

## Présence industrielle
Cadbury France possédait cinq usines en France, réunies sous la bannière d'une filiale baptisée Comptoir européen de la confiserie : 
- à Blois, l'usine Poulain ;
- à Marcq-en-Barœul, le site de La Pie Qui Chante (Carambar, Michoko, Pimousse, etc.) ;
- à Saint-Genest-d'Ambière, usine produisant les marques Hollywood, Malabar, Kiss Cool, La Vosgienne, Krema ;
- à Vichy, le site de fabrication des Pastilles Vichy ;
- à Toulouse, l'usine fabricant les Cachou Lajaunie.

Depuis la vente de ces marques, ces usines appartiennent à la société Carambar & Co.